# Автоподстава
Автоподста́ва — практика провокации дорожно-транспортных происшествий с целью вымогательства денег с водителя. Автомобиль-мишень, который должен принять на себя удар, обычно старый автомобиль бизнес-класса. Кроме него в подставном ДТП могут быть и другие участники. Существуют и пешеходные автоподставы.
Во времена династии Цин мошенники расхаживали с фарфором, чтобы их задели и разбили вазу. Отсюда китайское название автоподставы — «пенцы» («задеть фарфор»).
ОСАГО и видеорегистраторы позволили привлечь жулика к ответственности во многих видах автоподстав. После падения Челябинского метеорита журнал «Wired» выпустил статью «Почему в России у всех видеорегистраторы», и одной из причин названы подставные ДТП ради страховки. Скорее всего, они имели в виду именно автоподставы — Марина Гальперина, за полгода до метеорита описывая интернет-феномен «русский видеорегистратор», даже не нашла английского названия преступлению, предпочтя описать его.
Иногда автоподставами называют и другие виды автомобильного мошенничества и вымогательства, но в этой статье будем рассматривать только подставные ДТП.

## Наиболее распространённые виды автоподстав

### Пешеходная автоподстава
Пешеход бросается на капот. Поскольку автомобиль прочнее пешехода, обычно подобные автоподставы происходят на низкоскоростных подъездных дорогах, а пешеход носит роллерскую защиту. Решается видеорегистратором.
Потому пешеходы всё чаще бросаются на бок автомобиля, не просматриваемый регистратором. Встречаются и бесконтактные автоподставы — автоподставщик просто падает около автомобиля и кричит, прикидываясь, что его сбили или наехали на ногу. Сообщники могут останавливать автомобили рядом с переходом, чтобы ограничить обзор.

### Резкое торможение
Самый простой вид подстав «автомобиль-автомобиль», связанный с негласным правилом «виноват тот, кто сзади». Автомобиль-мишень «подрезает» жертву и быстро тормозит. Решается видеорегистратором.
Мишень также может откатиться на подъёме и даже сдать задом.

### Столкновения в сложных местах
Автомобиль-мишень просто подставляется под удар в сложном месте: стоянка с маневрированием задним ходом, круговой перекрёсток.
В России (2023) съезд со второй полосы круга запрещён, на Украине разрешён, но требует пропустить всех едущих дальше по кругу. В обоих случаях это хорошее место для подстав.

### «Не уступил дорогу»
В ситуации, где жертва должна уступить дорогу, мишень притворно пропускает жертву, а затем таранит её в бок. Это может быть выезд с прилегающей территории, поворот направо со второй полосы, объезд вставшего на «аварийку» сообщника и т.д.

### Опасное вождение, «мишень» в мёртвой зоне
Исполняется двумя автомобилями: сообщник опасным вождением заставляет жертву сделать манёвр, «мишень» в нужный момент появляется в мёртвой зоне зеркал.

### Нанесение «следов ДТП» на стоящий автомобиль
Существует в двух вариантах. В обоих столкновения не происходит, а «следы ДТП» на автомобиль-мишень нанесены заранее.
Либо автоподставщики наносят наждачной бумагой «следы ДТП» на припаркованный автомобиль, обычно на правую заднюю часть, а для привлечения внимания снимают колёсный колпак. Решается дежурным обходом автомобиля перед выездом, но привлечь автоподставщиков за ущерб сложно.
Либо автоподставщики каким-то образом (броском камня, стрельбой из пневматического оружия) заставляют жертву остановиться, а потом наносят на её автомобиль «следы ДТП». Продвинутые видеорегистраторы, снимающие назад, могут даже заснять бросок.

### Ценный груз
Ущерб от автоподставы может быть увеличен перевозкой заранее повреждённого «ценного груза».